# Bézenac
Bézenac (okzitanisch: Besenac) ist ein Ort und eine Commune déléguée südwestfranzösische Gemeinde Castels et Bézenac mit zuletzt 156 Einwohnern (Stand 1. Januar 2017) in der alten Kulturregion des Périgord im Département Dordogne in der Region Nouvelle-Aquitaine.

## Lage
Bézenac liegt auf dem Nordufer der Dordogne in einer Höhe von ca. 100 m ü. d. M. etwa 17 Kilometer (Fahrtstrecke) südwestlich von Sarlat-la-Canéda bzw. etwa 58 Kilometer östlich von Bergerac.

## Bevölkerungsentwicklung der ehemaligen Gemeinde
| Jahr      | 1968 | 1975 | 1982 | 1990 | 1999 | 2006 | 2012 | 2017 |
| Einwohner | 167  | 137  | 169  | 117  | 129  | 123  | 138  | 156  |

Im 19. Jahrhundert hatte der Ort meist zwischen 300 und 400 Einwohner. Die Reblauskrise im Weinbau und der Verlust von Arbeitsplätzen durch die Mechanisierung der Landwirtschaft haben seitdem zu einem deutlichen Bevölkerungsrückgang geführt, der sich jedoch wegen des zunehmenden Tourismus in der Region seit den 1960er Jahren wieder in ein leichtes Wachstum verkehrt hat.

## Wirtschaft
Bis in die heutige Zeit spielt die Landwirtschaft die größte Rolle im Wirtschaftsleben der Gemeinde: Der ehemals auch hier betriebene Weinbau ist jedoch nach der Reblauskrise gänzlich aufgegeben worden; Tabak und Mais sind ebenfalls auf dem Rückzug – stattdessen dominieren Felder und Weiden, aber auch Walnuss-, Eßkastanien- und Obstbäume die Region. Auch Gänseleberpastete und Trüffel zählen zu den regionalen Spezialitäten. Einige leerstehende Häuser werden als Ferienwohnungen (gîtes) vermietet.

## Geschichte
Das Château de Thon war im Mittelalter und in der frühen Neuzeit der Sitz des lokalen Grundherrn (seigneur).
Die Gemeinde Bézenac wurde am 1. Januar 2017 mit Castels zur neuen Gemeinde Castels et Bézenac zusammengeschlossen.

## Sehenswürdigkeiten
- Die Kirche Saint-Pierre-es-Liens ist ein einschiffiger Bau des 12. Jahrhunderts, der jedoch nach Ende des Hundertjährigen Krieges (1337–1453) gründlich überarbeitet wurde. Aus dieser Zeit stammt auch der kleine Portalvorbau und vielleicht auch der darüber aufragende Glockengiebel. Die Kirche wurde in den Jahren 2018 bis 2021 mit Geldspenden und Eigenleistungen des Heimatvereins restauriert und so vor dem Verfall bewahrt. Dabei kamen Fresken wahrscheinlich aus dem 14. Jahrhundert zum Vorschein. In der Kirche finden heute wieder regelmäßig Gottesdienste statt.
- Das Chateau du Thon wurde im 17. Jahrhundert auf einer Terrasse mit Blick auf das Dordogne-Tal errichtet. Der Hauptkörper wird von zwei Pavillons eingerahmt, die zusammen einen U-förmigen Innenhof bilden. Im Süden des Anwesens ist ein schöner viereckiger Taubenschlag mit seiner drehbaren Leiter, den Einfluglöchern und Sitzstangen erhalten geblieben. Er begründete die Eintragung des Schlosses im Jahr 1981 als Monument historique[1]. Der Komplex befindet sich in Privatbesitz und kann nicht besichtigt werden.